# Werner Güra
Werner Güra, né le 21 juillet 1964 à Munich, est un ténor d'opéra et de lied allemand. Il est également professeur à Zurich.

## Biographie
Né le 21 juillet 1964 à Munich, Güra étudie la musique au Mozarteum de Salzbourg. Il poursuit ses études avec Kurt Widmer au conservatoire de Bâle et avec Margreet Honig à Amsterdam. Il a aussi pris des cours avec Ruth Berghaus et Theo Adam
Sur la scène de l'opéra, il a été artiste invité de l'Opéra de Francfort et du Théâtre de Bâle. Il a été membre de la troupe du Semperoper de Dresde de 1994 à 1999, chantant particulièrement des rôles des opéras de Mozart et Rossini. Depuis 1998, il est invité au Staatsoper de Berlin.
Au concert, il a interprété l'oratorio Elijah de Mendelssohn avec Philippe Herreweghe au Festival de Salzbourg. Il a également collaboré avec des chefs tels que Peter Schreier, Wolfgang Gönnenwein et Friedemann Layer. En 2002, il enregistre les arias de la Passion selon saint Matthieu de Bach, dirigée par Enoch zu Guttenberg, avec en tant qu'évangélistes, Marcus Ullmann et Klaus Mertens, Jésus. En 2004, il est au Festival de Rheingau dans le Messiah de Haendel, avec le chœur et l'orchestre Orchestre symphonique de Bamberg, dirigé par Rolf Beck à l'abbaye d'Eberbach, enregistrée sur le vif. En 2008, il chante le Paulus de Mendelssohn avec Kammerchor Stuttgart et la Philharmonie classique de Stuttgart, sous la direction de Frieder Bernius, à la Tonhalle de Düsseldorf. En 2009, il apparaît de nouveau au Festival de Rheingau dans Le Paradis et la Péri de Robert Schumann.
Dans le champ de l'interprétation historique, Güra était l’Évangéliste et le ténor des arias, dans l'enregistrement de 1997 de l'Oratorio de Noël de Bach, dirigé par René Jacobs, avec le RIAS Kammerchor, l'Akademie für Alte Musik Berlin, Dorothea Röschmann, Andreas Scholl et Klaus Häger. En 1998, il a enregistré les arias de la Passion selon Matthieu avec Philippe Herreweghe, le Collegium Vocale Gent (Évangéliste Ian Bostridge, Jésus Franz-Josef Selig, Sibylla Rubens, Andreas Scholl et Dietrich Henschel). En 2006, il est de nouveau l'Évangéliste dans l'Oratorio de Noël avec Nikolaus Harnoncourt, le chœur Arnold Schoenberg, le Concentus Musicus Wien, Christine Schäfer, Bernarda Fink, Gerald Finley et Christian Gerhaher, enregistré en concert au Musikverein de Vienne. En 2007, avec le même ensemble, il enregistre la cantate de Bach, Wir danken dir, Gott, wir danken dir, BWV 29.
Werner Güra est un important chanteur de lieder, souvent accompagné par Christoph Berner. Leur enregistrement du Winterreise de Schubert, utilise un fortepiano Rönisch de 1872, ainsi critiqué par Hugh Canning dans The Times en 2010 : 
| « By comparison with the veteran Peter Schreier, the younger tenor has a more rounded, agreeable basic timbre, but, like Schreier, he uses a wide palette of vocal and expressive colours to make this Winter’s Journey a spiritual and emotional trajectory through some of Schubert’s most bleak and harrowing soundscapes. » |  |  | « En comparaison avec le vétéran Peter Schreier, le jeune ténor a un timbre grave agréable, plus arrondi, mais, comme Schreier, il utilise une large palette de couleurs tant vocales et qu'expressives pour faire du Voyage d'hiver une trajectoire spirituelle et émotionnelle à travers les paysages sonores sombres et poignants de Schubert. » |

En 2011, il interprète les Liebesliederwalzer de Brahms et les Spanische Liebeslieder, op. 138 de Schumann avec Ruth Ziesak, Anke Vondung et Konrad Jarnot au Festival de musique de Rheingau (de) au Domaine Johannisberg
Il enseigne la technique vocale et la musique de chambre à la Haute École d'art de Zurich depuis 2009.